# Васильев, Алексей Юрьевич (футболист)
Алексе́й Ю́рьевич Васи́льев (28 октября 1987, Москва) — российский футболист, полузащитник.

## Карьера
Воспитанник московского ЦСКА. За основной состав аремейцев провёл один матч в Кубке России 2005/06 против «Мордовии», когда армейцы в том сезоне завоевали кубок. В 2007 году проходил стажировку в голландском клубе Ден Хааг. В начале 2008 года перешёл в клуб «Носта», а летом в барнаульское «Динамо». С 2009 года выступал за новосибирскую «Сибирь». 29 января 2012 года было объявлено, что Алексей подписал контракт с новороссийским «Черноморцем», однако позже это информация была опровергнута. 24 февраля подписал контракт с клубом «СКА-Энергия». Летом 2012 года перешёл в «Уфу». В июне 2013 года перешёл в «Сокол».

## Личная жизнь
Был женат на сестре бывшего капитана московского «Спартака» Егора Титова.

## Достижения
- Обладатель Кубка России: 2007
- Победитель первенства ПФЛ (зона «Центр»): 2013/14